# Європейський маршрут E75
Європейський маршрут Е75 — європейський автомобільний маршрут категорії А, що з'єднує Варде (Норвегія) на березі Баренцевого моря та Сітія (Греція) на острові Крит. Довжина маршруту — 5 639 км.

## Міста, через які проходить маршрут
Маршрут Е75 проходить через 9 європейських країн і включає поромну переправу з Гельсінкі в Гдиню та з Афін в Ханья.
- Норвегія: Варде - Вадсьо - Нессебю - Варангерботн - Тана -
- : Утсйоки - Інарі - Івало - Соданкюля - Рованіємі - Кемі - Оулу - Ювяскюля - Хейнола - Лахті - Гельсінкі - пором
- Польща: Гдиня - Гданськ - Торунь - Влоцлавек - Лодзь - Пйотркув-Трибунальський - Ченстохова - Катовиці - Бельсько-Бяла - Цешин -
- Чехія: чеський тешин - Тршінец - Яблунков -
- Словаччина: Жиліна - Братислава -
- Угорщина: Дьйор - Будапешт - Сегед -
- Сербія: Суботиця - Новий Сад - Белград - Ніш - Лесковац - Вране -
- Північна Македонія: Куманово - Скоп'є - Велес - Гевгелия -
- Греція: Салоніки - Лариса - Ламія - Афіни - пором - Ханья - Іракліон - Агіос-Ніколаос - Сітія

Е75 пов'язаний з маршрутами
|  | - E63 - E04 - E67 - E12 - E18 |  | - E77 - E28 - E261 - E462 - E442 |  | - E65 - E58 - E571 - E575 - E60 |  | - E71 - E73 - E68 - E70 - E763 |  | - E80 - E771 - E871 - E65 - E90 |  | - E79 - E952 - E94 |

## Фотографії

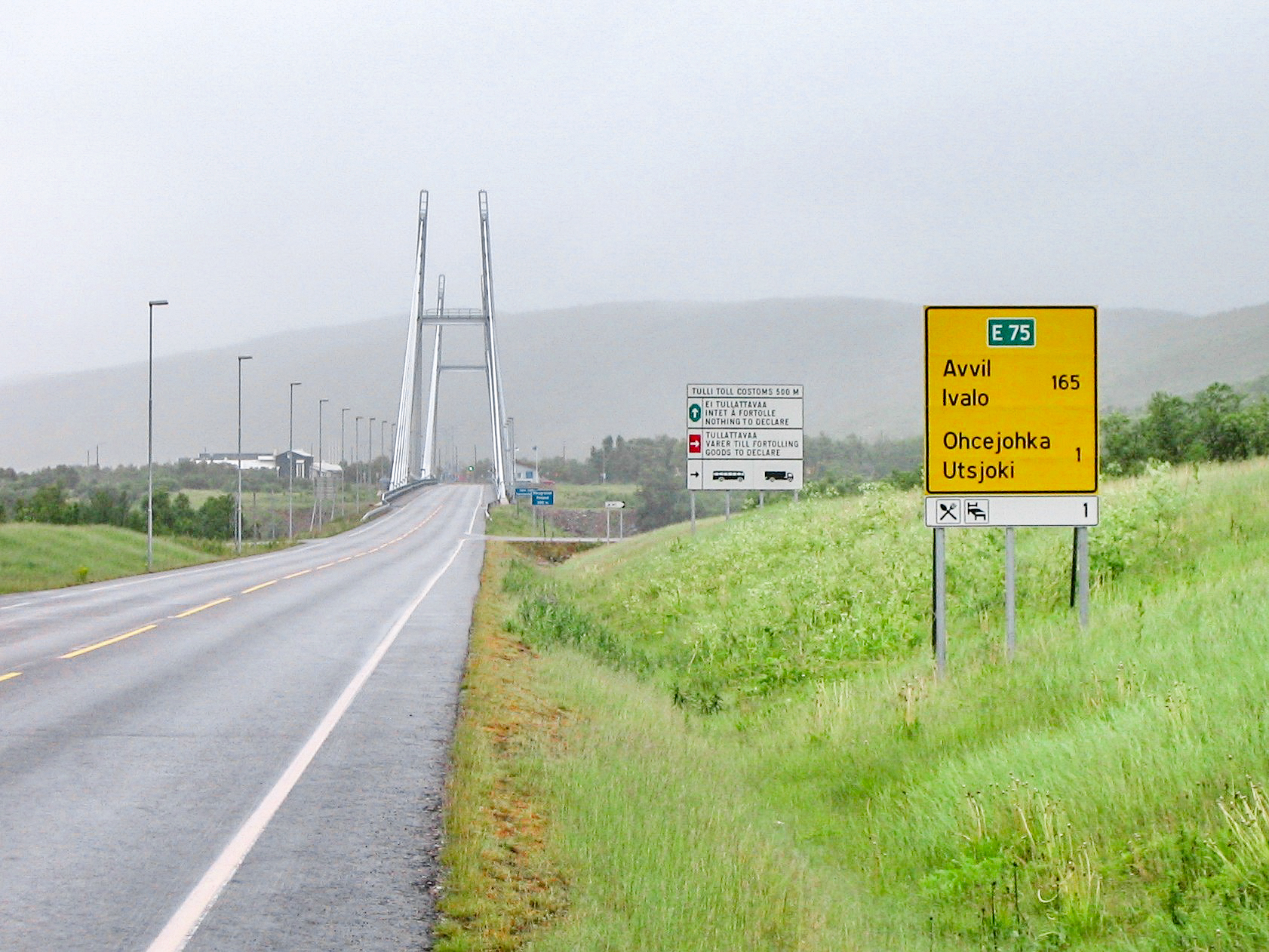
Е75 на норвезько-фінському кордоні
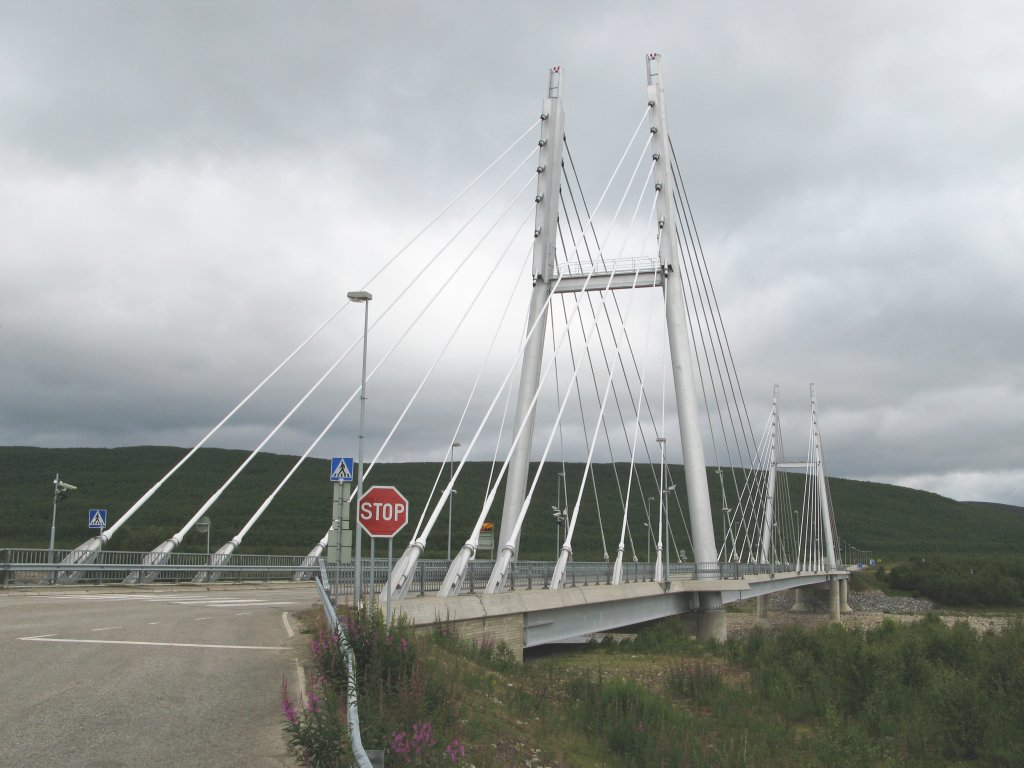
Е75, міст на норвезько-фінському кордоні
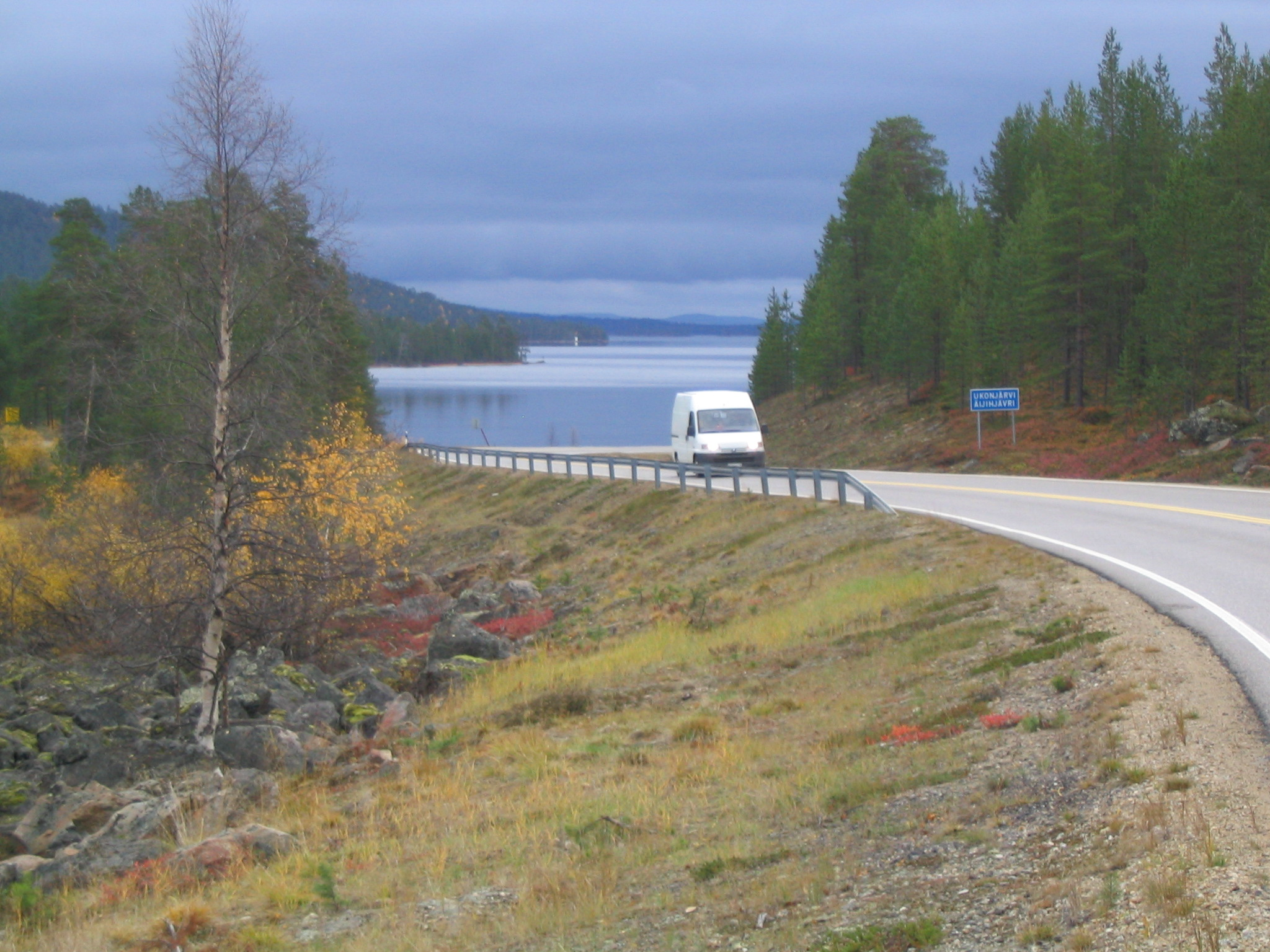
Е75 біля Інарі
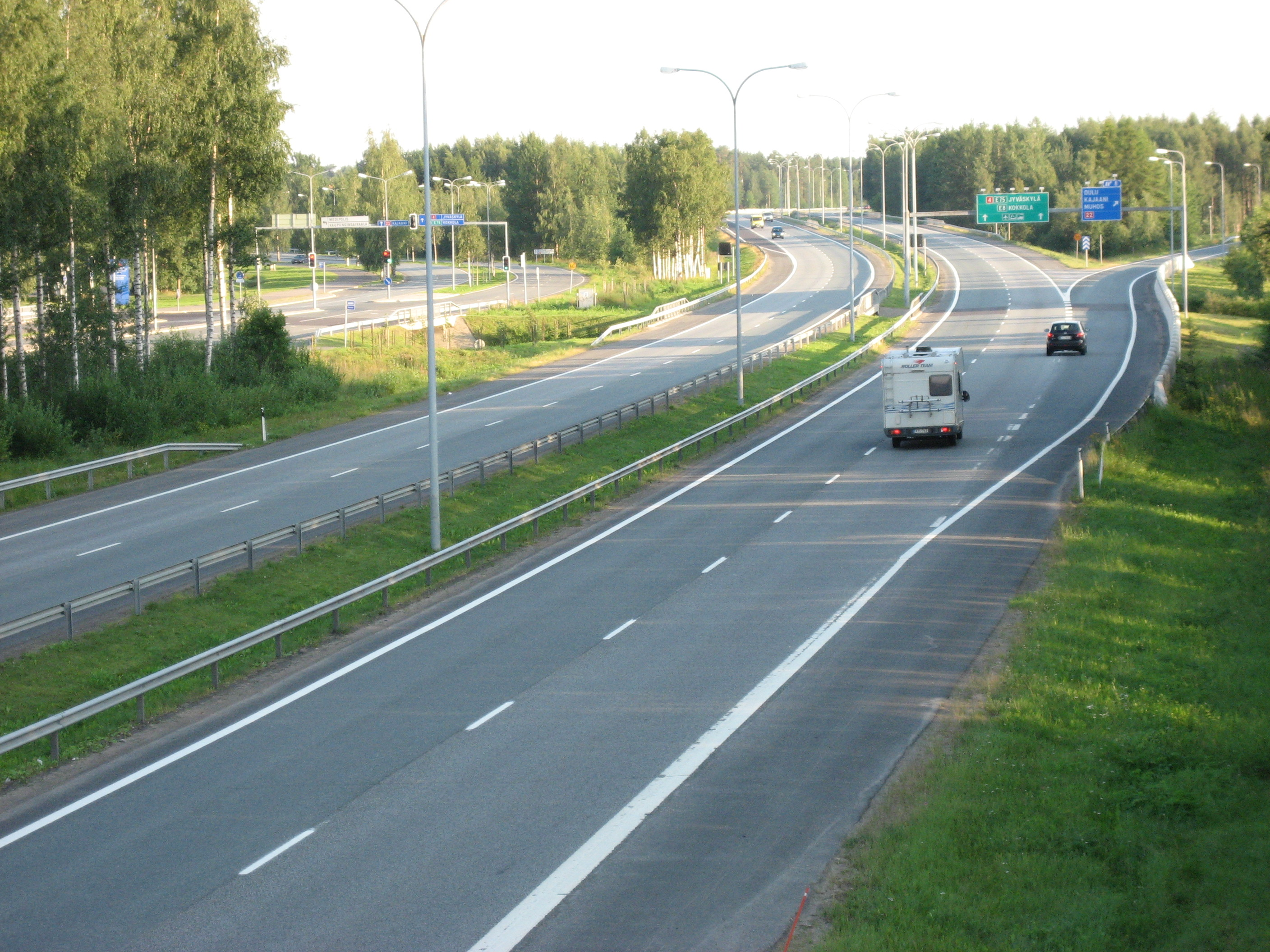
Е75 в Оулу
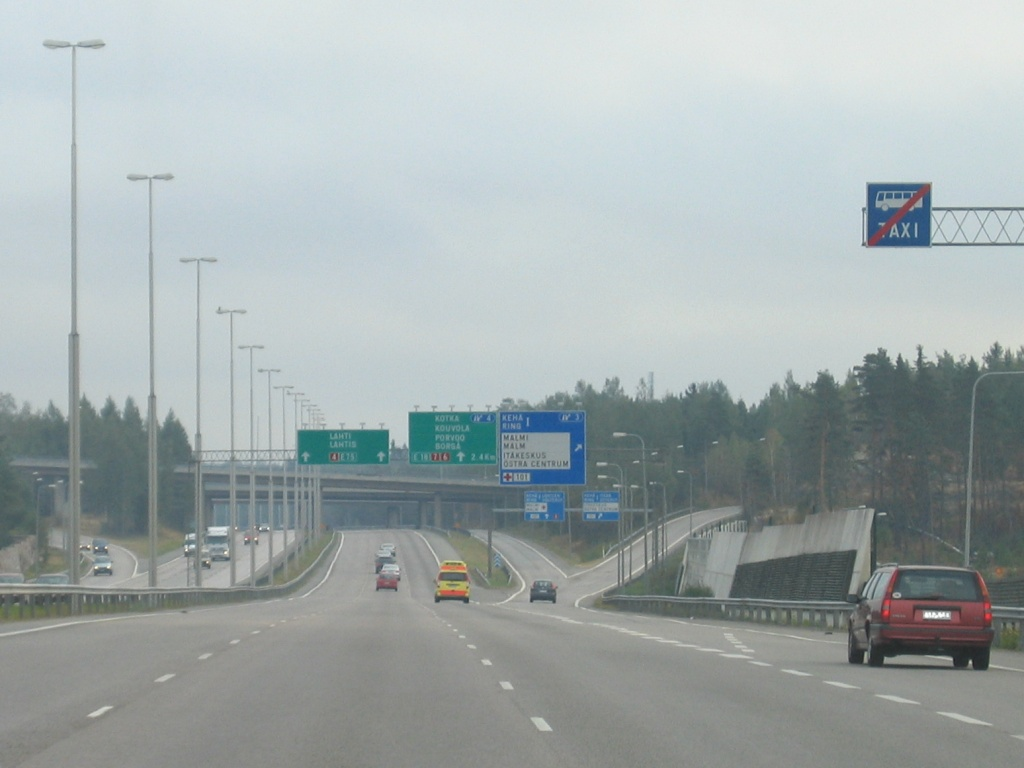
Е75 біля Гельсінкі
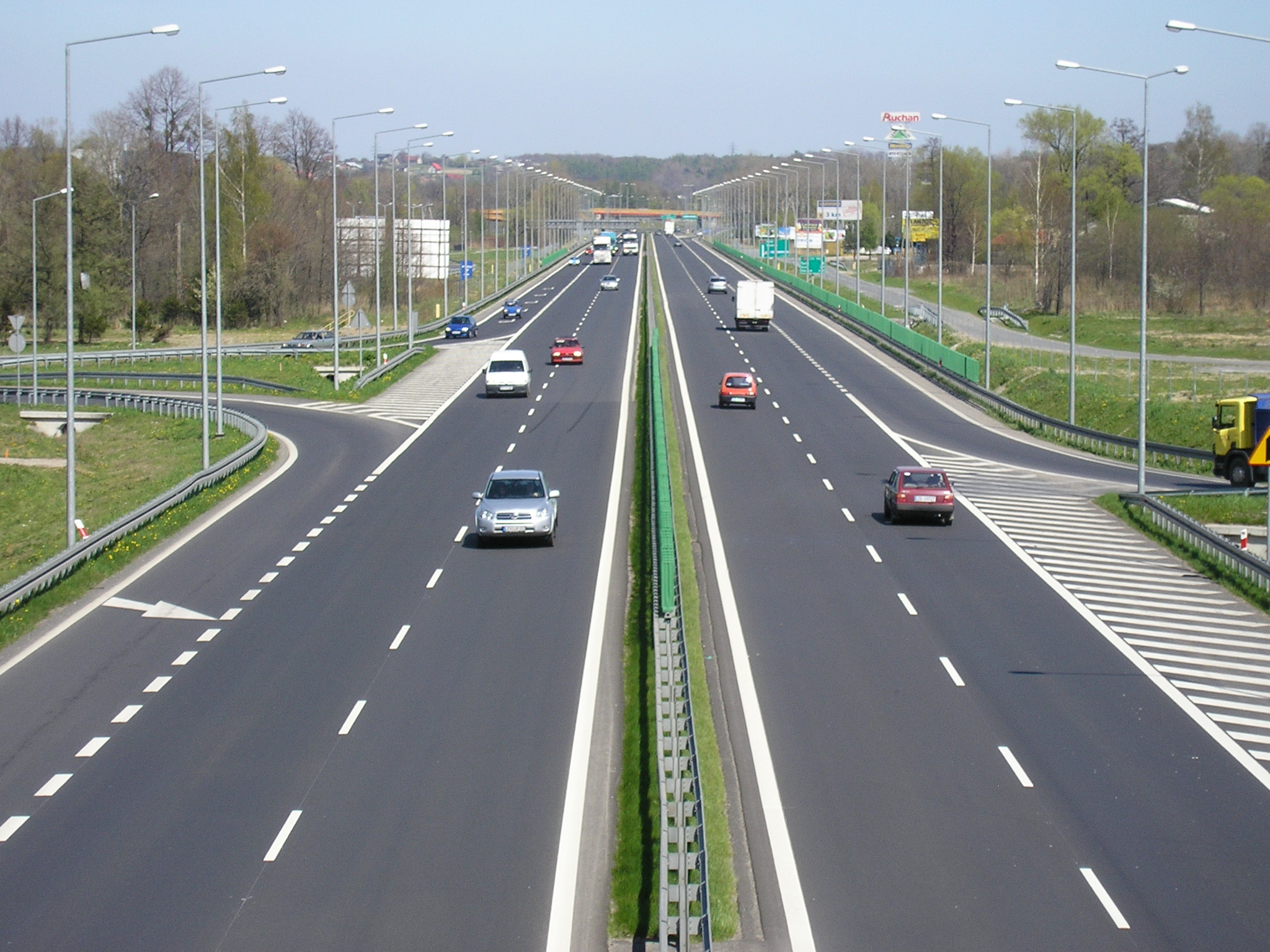
Е75 в Бельсько-Бяла
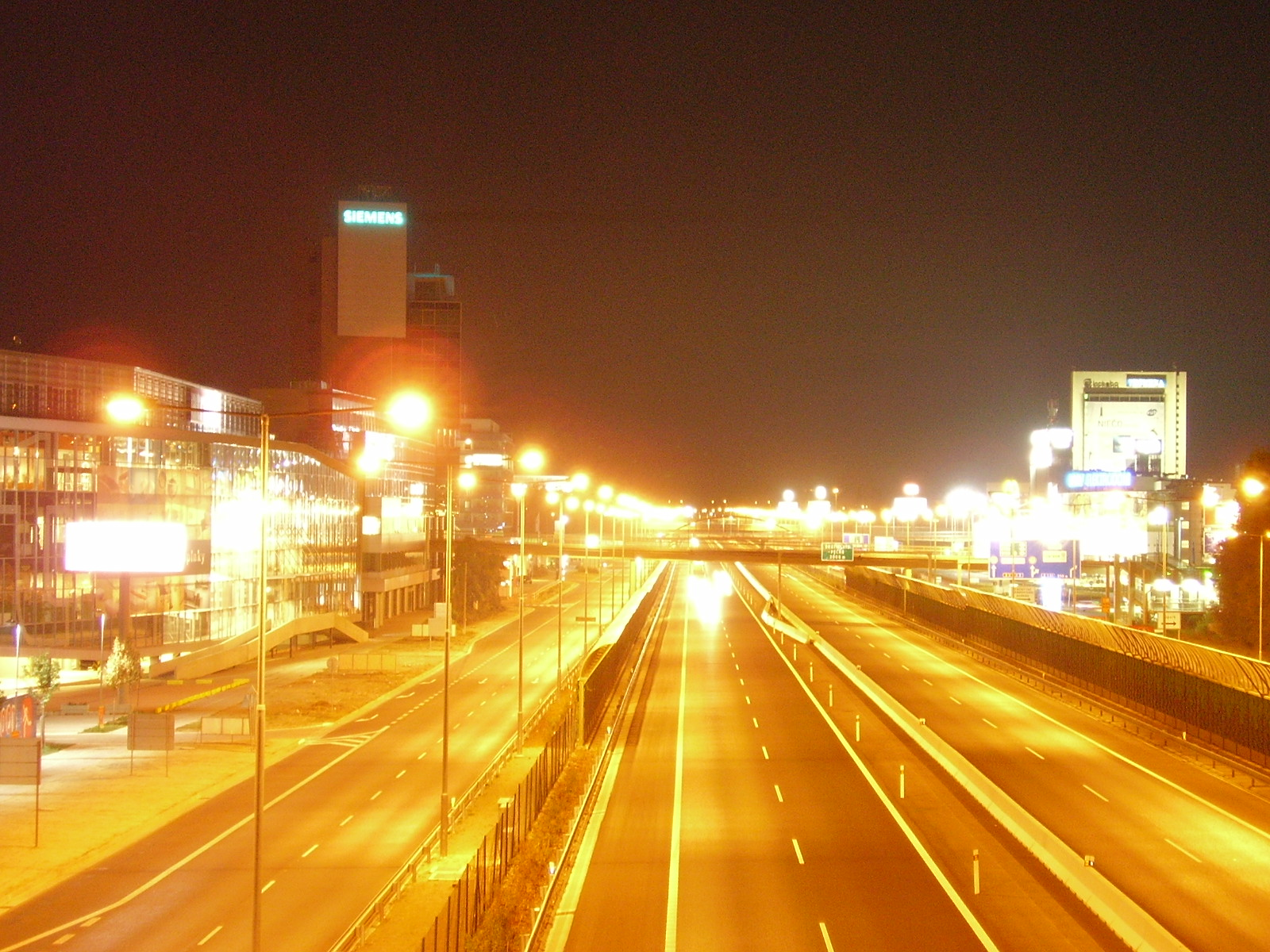
Е75 в Братиславі
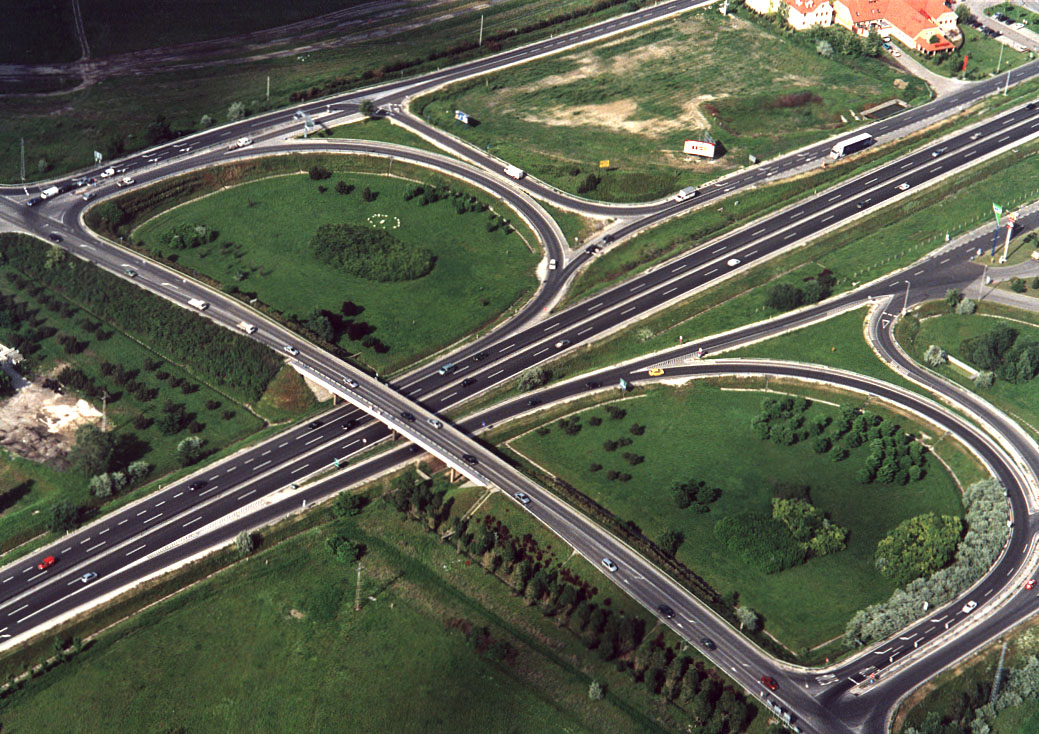
Е75 в Угорщини
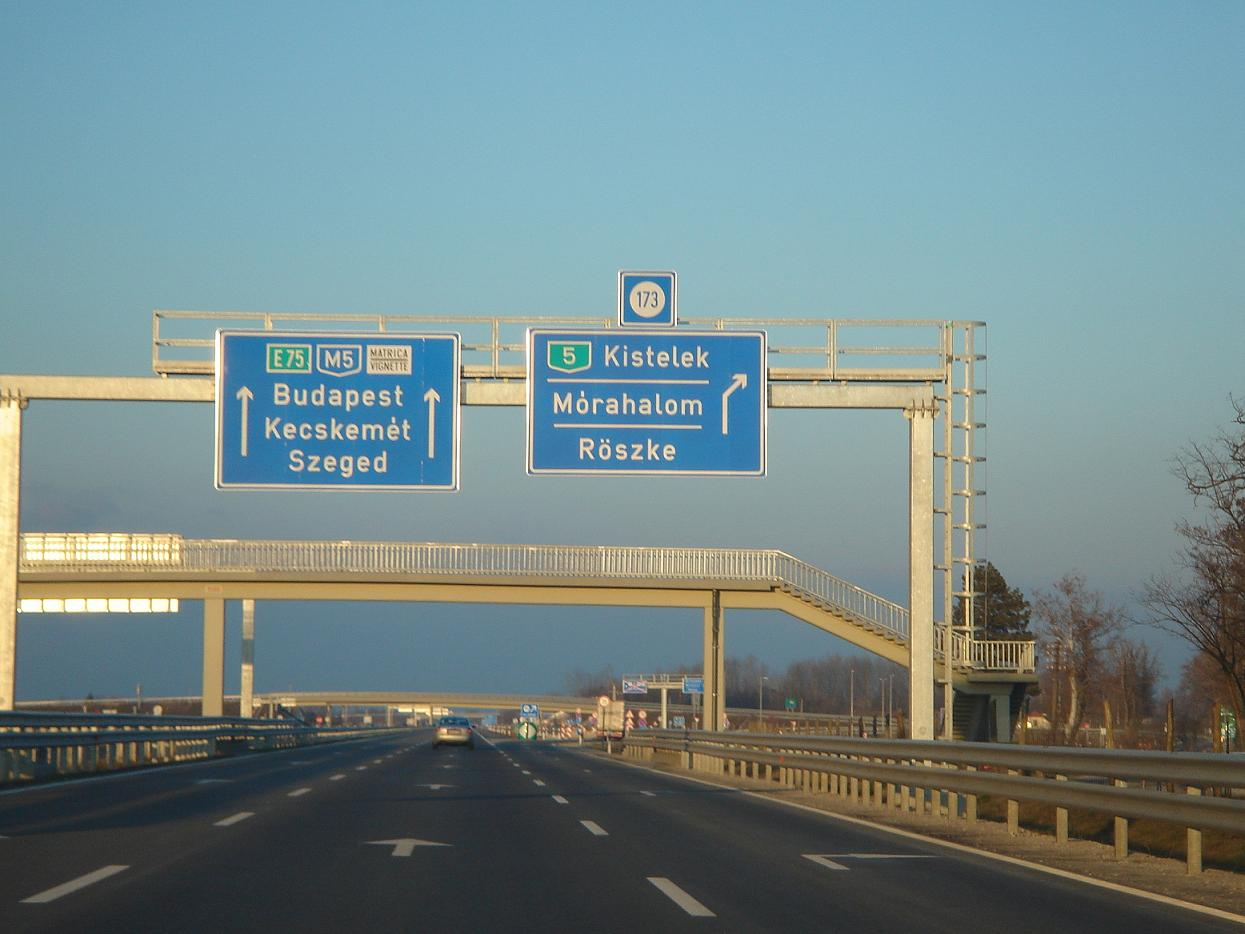
Е75 біля угорсько-сербського кордону
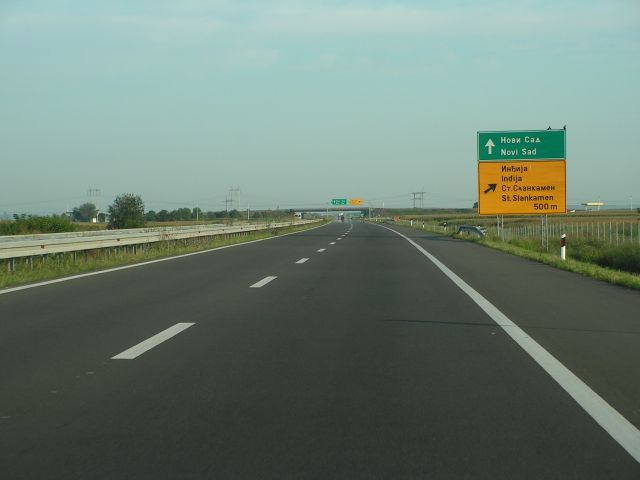
Е75 біля Інджія, Сербія
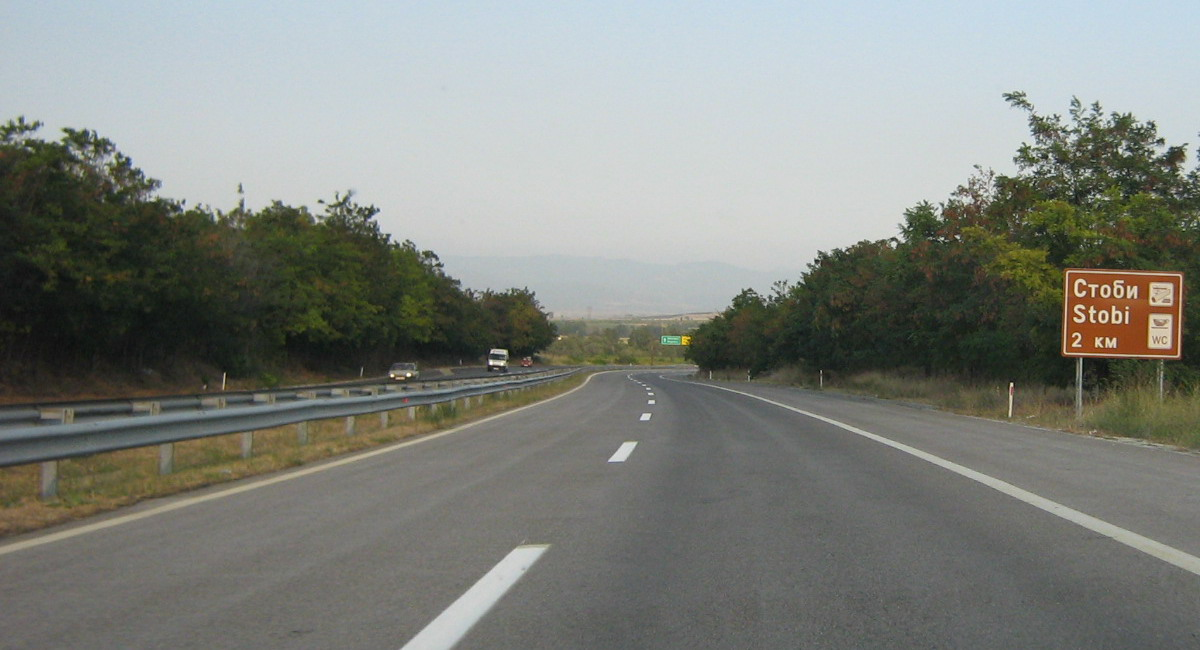
Е75 в Північній Македонії
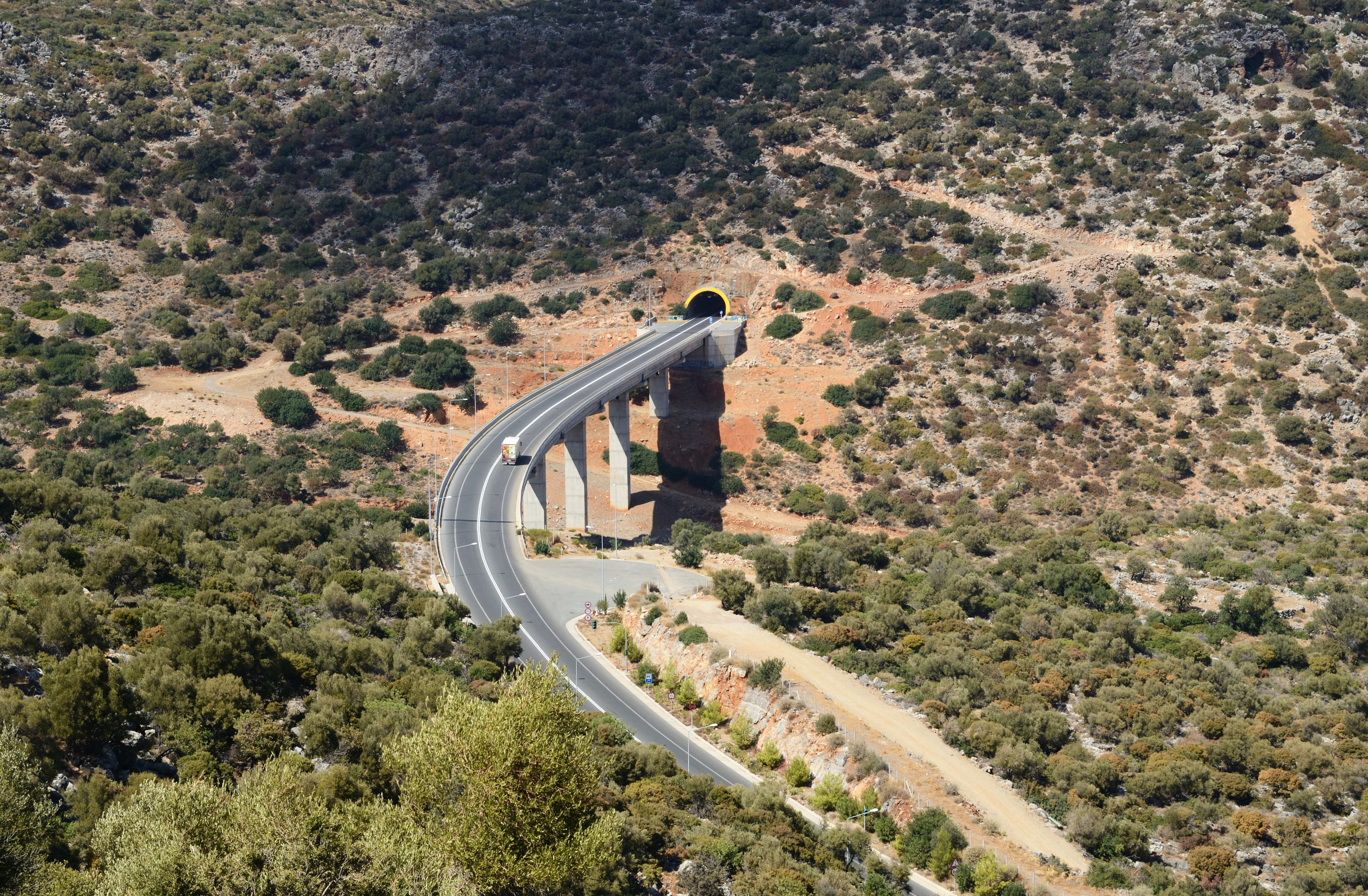
Е75 біля Іракліону, Греція